# Пер Лашез
Пер Лашез (фр. Cimetière du Père-Lachaise) је највеће гробље у граду Паризу, и важи за једно од најпознатијих у свету, у којем је сахрањен велики број познатих личности. Данас је оно и једно од туристичких атракција у Паризу. Гробље се некада звало Источно гробље (фр. Cimetière de l'Est).

## Почеци
Ово гробље је добило име по језуити, исповеднику Луја XIV, Пер Франсое де ла Лашеза (1624—1709). Земљиште на ком се налази је припадало језуитима све док га држава није откупила 1804, када га је Наполеона прогласио гробљем. Пер Лашез је тако постало источно гробље, док је на северу било гробље Монмартр, а на југу гробље Монпарнас. У центру града, у сенци Ајфелове куле, налази се гробље Паси.
Када се тек отворило, гробље је било сувише далеко од града те није имало много сахрана. Због тога су управници гробља уз велику рекламу, 1804. организовали пренос посмртних остатака Лафонтена и Молијера.
Пер Лашез је урађен као велики парк. У њему се налази 47.000 биљака и 5.300 стабала. Данас је на њему сахрањено преко 300.000 људи, а број урни са пепелом кремираних покојника је још већи.
Од познатих Срба, овде су сахрањени кнез Божидар Карађорђевић, Александар Саша Петровић, Петар Мариновић, Светислав Јовановић, а на гробљу је кремиран и Горан Паскаљевић.

## Познати покојници сахрањени на Пер Лашезу
- Жан Батист Поклен, Молијер (фр. Jean-Baptiste Poquelin, Molière), француски писац.
- Жан де Лафонтен (фр. Jean de La Fontaine), чувени баснописац.
- Мигел Анхел Астуријас (шп. Miguel Ángel Asturias), гватемалски писац, добитник Нобелове награде за књижевност (1967).
- Марија Калас (енгл. Maria Callas), грчка оперска певачица. Прво је њен пепео био сахрањен на овом гробљу, све док није украден. Након што је пронађена урна, одлучено је да се пепео проспе у Егејско море. На Пер Лашезу и даље стоји празна урна.
- Клод Бернар (фр. Claude Bernard), познати француски психолог
- Сара Бернар (фр. Sarah Bernhardt), француска глумица.
- Фредерик Шопен (пољ. Frédéric Chopin), чије је тело сахрањено на овом гробљу док је срце сахрањено у Варшави.
- Жак Луј Давид (фр. Jacques-Louis David), сликар Француске револуције и Наполеонов дворски сликар. Након рестаурације Бурбона, протеран је из Француске као револуционар. Након смрти, није било дозвољено да се његово тело врати у Француску, тако да се у гробу и даље налази само његово срце.
- Ежен Делакроа (фр. Eugène Delacroix), чувени француски сликар.
- Грофица Консуело де Сент Егзипери (фр. Consuelo de Saint-Exupéry), књижевница из Салвадора, удата за грофа Антоана де Сент Егзиперија (фр. Antoine de Saint-Exupéry), аутора Малога принца.
- Гистав Кајбот (фр. Gustave Caillebotte), француски импресионистички сликар.
- Теодор Жерико (фр. Theodore Gericault), романтичарски сликар.
- Едит Пијаф (фр. Édith Piaf), једна од најпознатијих француских певачица шансони.
- Ив Монтан (фр. Yves Montand), глумац.
- Џим Морисон (енгл. Jim Morrison), амерички рок музичар, водећи вокал групе Дорс. Због повремених вандализма и масовних окупљања обожавалаца (што је узнемиравало породице осталих мање познатих личности, сахрањених у близини Морисновог гроба) гробље је морало да унајми обезбеђење које чува гроб. Многи други гробови вандализовани су исцртаним стрелицама са натписима „Ка Џиму“, што је додатни посао за раднике гробља.
- Жорж Пјер Сера (фр. Georges-Pierre Seurat), француски сликар, отац неоимресионизма.
- Ђоакино Росини (итал. Gioachino Rossini), италијански композитор. Године 1887, Росинијеви посмртни остаци су пренети у Фиренцу, али је крипта остала још увек на Пер Лашезу.
- Оскар Вајлд (енгл. Oscar Wilde), ирски писац, драматург и песник. По традицији, поштоваоци Оскара Вајлда љубе споменик са ружем на уснама, остављајући тако отисак пољупца.
- Жорж Бизе (фр. Georges Bizet), француски композитор и диригент, аутор опере „Кармен“.
- Исидора Данкан (енгл. Isadora Duncan), америчка играчица, уметник, и Јесењинова супруга.
- Оноре де Балзак (фр. Honoré de Balzac), француски писац 19. века.
- Жорж Енеску (рум. George Enescu; /'ʤěor.ʤe e'nes.ku/), румунски композитор, пијаниста, виолиниста
- Шарл Месје (фр. Charles Messier), француски астроном.
- Мишел Неј (фр. Michel Ney), маршал француске војске који се борио у Револуционарним и Наполеонском ратовима.
- Виктор Ноар (фр. Victor Noir), новинар из доба Наполеона, радио у новинама „Марсељеза“. Убио га је Наполеонов нећак, Пјер Бонапарте у једној свађи. Посебно је занимљива скулптура коју је урадио Жил Далу (фр. Jules Dalou) и која представља Ноара мртвог како лежи на леђима док му се кроз панталоне наслућује ерекција. Споменик је постао веома популаран међу припадницама лепшег пола, јер влада веровање да се трљањем интимних делова, усана и стопала на овом споменику поспешује плодност, узбудљив сексуални живот, или можда муж за годину дана.[2] Управа гробља је морала да огради споменик како би га заштитила од пропадања, јер је годинама бронза на том делу прилично излизана. Поред ограде, стоји и натпис који забрањује „недолично трљање споменика"[3]
- Марсел Пруст (фр. Marcel Proust), француски интелектуалац, писац, есејист и критичар.
- Алис Б. Токлас (енгл. Alice B. Toklas), амерички писац, интимни партнер америчке књижевнице Гертруде Стајн (енгл. Gertrude Stein). Њено име је угравирано са друге стране гроба Гертруд Стајн истим типом слова и стилом, и на тај начин су остале нераздвојне и у смрти као што су биле у животу.
- Симон Сињоре (фр. Simone Signoret), чувена француска глумица, добитница Оскара 1959. за филм Соба на крову (енгл. Room at the Top).
- Жан Франсоа Шамполион (фр. Jean-François Champollion), египтолог који је дешифровао египатске хијероглифе. На Шамполионовом гробу се налази велики обелиск.
- Ричард Рајт (енгл. Richard Wright), афроамерички писац из прве половине 20. века.
- Жозеф Луј Геј Лисак (фр. Joseph Louis Gay-Lussac), француски физичар и хемичар

## Галерија
- Главни улаз
- Меморијал
- Гроб Онореа де Балзака
- Гроб Марсела Пруста
- Гроб Џима Морисона
- Гроб Ива Монтана и Симон Сињоре
- Гроб кнеза Божидара Карађорђевића
- Гроб Александра Саше Петровића
- Гроб команданта Краљеве гарде и начелника полиције Краљевског двора Миодрага Милосављевића